# RaiSat Ragazzi
RaiSat Ragazzi è stato un canale televisivo italiano prodotto da RaiSat, dedicato ai più giovani.

## Storia
RaiSat Ragazzi nacque il 1 luglio 1999 sulla piattaforma TELE+ Digitale, come sviluppo del vecchio canale satellitare RaiSat 2.
Il 31 luglio 2003, con l'avvento di Sky, RaiSat Ragazzi fu collocato, fino alla conclusione delle trasmissioni, sul canale 610 della nuova piattaforma.
RaiSat Ragazzi chiuse il 31 ottobre 2006, quando il canale venne "diviso" in due:
- RaiSat YoYo (l'attuale Rai Yoyo) (canale 602) dedicato ai bambini da 2 ai 5 anni con trasmissioni come Melevisione, L'albero azzurro e Teletubbies.
- RaiSat Smash (poi diventato RaiSat Smash Girls) (canale 610) dedicato agli adolescenti da 6 ai 14 anni con vari cartoni animati come Winx Club. Questo canale chiuse il 31 luglio 2009 in seguito al mancato rinnovo di RaiSat da parte di Sky Italia.

## Programmi trasmessi in prima TV
- Ace Lightning
- Altair fra le stelle
- Blaster's Universe
- Bruno the Kid
- Celestin
- Charlie e Lola
- Elisir di lunga strizza
- Fred il cavernicolo
- Giga TV
- Giocate con noi
- Glu Glu
- Goomer
- Harry e i dinosauri nel magico secchiello blu
- Il mondo di Elmo
- Il mondo di Todd
- Il naso della regina
- Il pianeta di Pipsqueak
- Il postino Pat
- Il tappeto volante e l'araba fenice
- I racconti del cimitero
- I mille travestimenti di Dougie
- Kampung Boy
- Kid Paddle
- La valle del divertimento
- Le isole dei pirati
- MacDonald's Farm
- Mamemo
- Martin Matin
- Matti da legare
- Max e Ruby
- Meg e Mog
- Nerina la mucca
- Oggi a casa di Wimzie
- Old Tom
- Patatine fritte
- Pat e Mat[1]
- Piccolo vampiro
- "Pingu"
- Peep and the Big Wide World
- Sam & Max: libera polizia d'assalto!!!
- Sesame English
- Super Rupert
- Teletubbies
- Tom-Tom e Nanà
- Tre amici e Jerry
- Un cucciolo di nome Clifford
- Untalkative Bunny
- Via dello Zoo 64
- Wombat City